# Ameisensäurebenzylester
Ameisensäurebenzylester ist eine chemische Verbindung aus der Gruppe der Carbonsäureester.

## Vorkommen

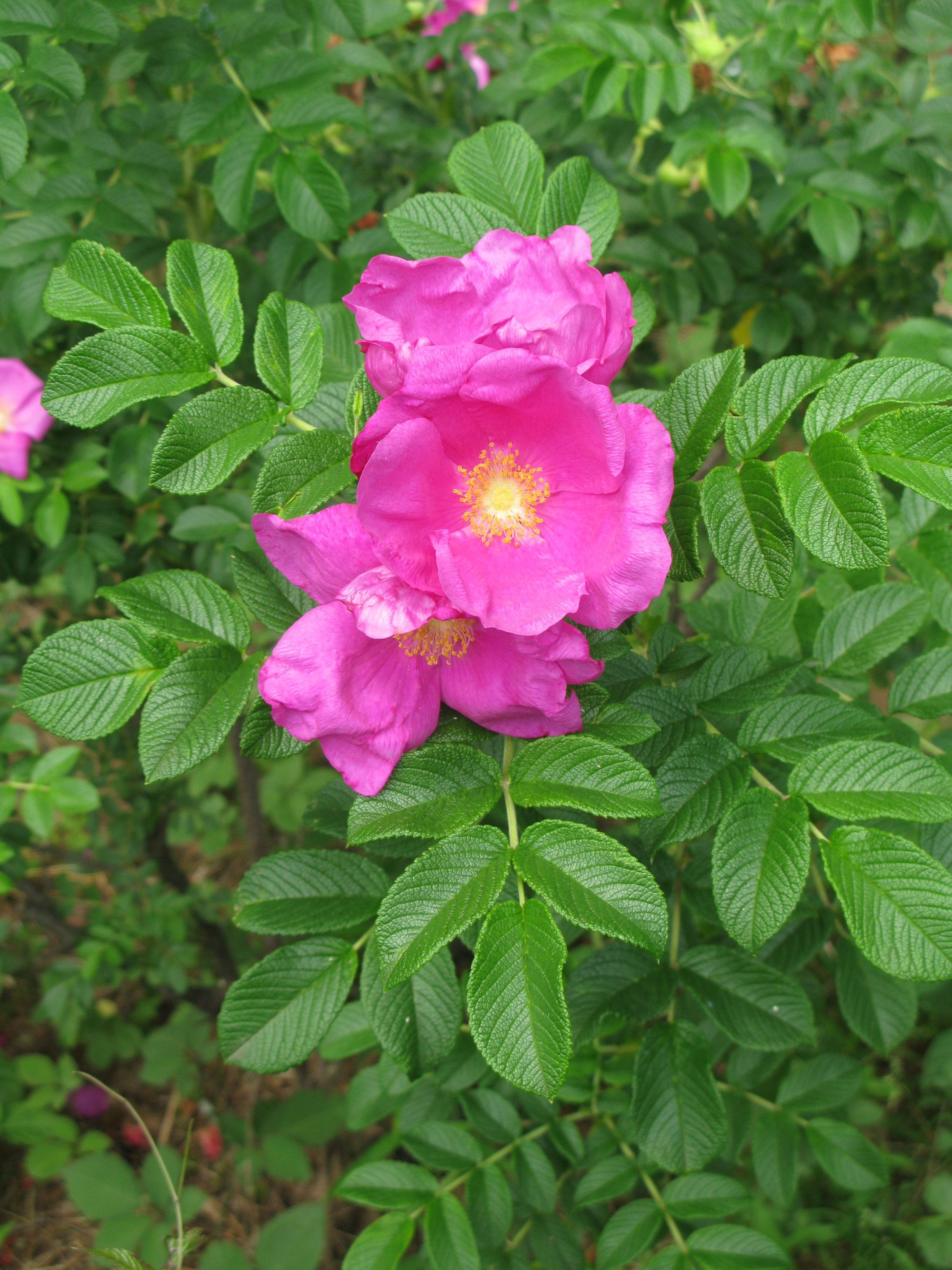
Kartoffel-Rose (Rosa rugosa), Wildform

Ameisensäurebenzylester kommt natürlich in verschiedenen Pflanzen und Pilzen (zum Beispiel der Kartoffel-Rose, Kaffee, Vanille) vor.

## Gewinnung und Darstellung
Ameisensäurebenzylester kann durch Reaktion des gemischten Carbonsäureanhydrids aus Ameisensäure und Essigsäure mit Benzylalkohol gewonnen werden.

## Eigenschaften
Ameisensäurebenzylester ist eine wenig flüchtige und farblose Flüssigkeit, die nur wenig löslich in Wasser ist. Die Mischbarkeit mit Wasser ist begrenzt. Mit steigender Temperatur sinkt die Löslichkeit von Ameisensäurebenzylester in Wasser bis etwa 40 °C und steigt dann wieder an bzw. steigt die Löslichkeit von Wasser in Ameisensäurebenzylester.
| Löslichkeiten zwischen Ameisensäurebenzylester und Wasser[5] |         |      |      |      |      |      |      |      |      |      |      |
| Temperatur                                                   | °C      | 0    | 9,8  | 19,6 | 29,8 | 39,7 | 49,7 | 60,0 | 70,3 | 80,1 | 90,5 |
| Ameisensäurebenzylester in Wasser                            | in Ma-% | 1,22 | 1,19 | 1,07 | 1,09 | 0,97 | 1,05 | 1,10 | 1,24 | 1,43 | 2,79 |
| Wasser in Ameisensäurebenzylester                            | in Ma-% | 0,71 | 0,96 | 1,04 | 1,26 | 1,33 | 1,36 | 1,45 | 2,12 | 3,04 | 3,14 |
Ameisensäurebenzylester bildet bei höherer Temperatur entzündliche Dampf-Luft-Gemische. Die Verbindung hat einen Flammpunkt bei 86 °C. Die Zündtemperatur beträgt 460 °C. Der Stoff fällt somit in die Temperaturklasse T1.

## Verwendung
Ameisensäurebenzylester wird als Aromastoff verwendet.